# Atsushi Sakai
Atsushi Sakai (境 敦史 Sakai Atsushi?, nacido el 20 de mayo de 1983) es un luchador profesional japonés más conocido bajo el nombre de ring Kai (estilizado en mayúsculas). Mejor conocido por su trabajo en la promoción All Japan Pro Wrestling. Actualmente trabaja como luchador independiente.

## Campeonatos y logros
- All Japan Pro Wrestling
  - World Junior Heavyweight Championship (2 veces)
  - World Tag Team Championship (1 vez) – con Kengo Mashimo
  - Junior League (2008, 2011)
  - Junior Tag League (2011) – con Kaz Hayashi
  - World's Strongest Tag Determination League (2011) – con Seiya Sanada
  - New Year Openweight Battle Royal (2018)[5]
- Dragon Gate
  - Open the Dream Gate Championship (1 vez)
  - Open the Triangle Gate Championship (3 veces) — con Ishin & Shun Skywalker (2) y Ishin & Yoshiki Kato (1)
  - Open the Twin Gate Championship (3 veces) - con Yamato (1) y BxB Hulk (2)
- DDT Pro-Wrestling
  - KO-D Tag Team Championship (1 vez) – con Ken Ohka

- Pro Wrestling ZERO1
  - NWA Intercontinental Tag Team Championship (1 vez) – con Yusaku Obata
  - Furinkazan Tag Tournament (2016) – con Yusaku Obata
- Wrestle-1
  - Wrestle-1 Championship (3 veces)
  - TNA World Heavyweight Championship Challenger Tournament (2014)

- Pro Wrestling Illustrated
  - Ranked No. 50 of the 500 best singles wrestlers in the PWI 500 in 2022[6][7]

- Wrestling Observer Newsletter
  - Rookie of the Year (2008)[8]